# Puente de Tavanasa
El puente de Tavanasa (también conocido como Vorderrheinbrücke, Tavanasa) es el nombre de las dos estructuras con forma de arco triarticulado situadas en el mismo lugar. La primera de ellas, diseñada por el ingeniero civil suizo Robert Maillart, se construyó en 1904 y fue derribada por un alud en 1927. El segundo puente, construido en 1928, se mantiene hasta el día de hoy.

## Historia
El puente anterior de 1904 formó parte del desarrollo técnico del tratamiento de los arcos perfeccionado a lo largo de sus sucesivos proyectos por Maillart. Era un puente de arco triarticulado de hormigón configurado mediante una viga cajón hueca. A diferencia del puente anterior de Maillart en Zuoz, vio la eliminación de los miembros horizontales de la viga cajón cerca de los soportes, que habían experimentado la aparición de grietas. Sin embargo, el puente que sustituyó a la antigua estructura destruida por el alud se convirtió en un puente de arco más elevado, debido a la insistencia de los administradores del Cantón de los Grisones. El puente de Salginatobel, realizado posteriormente por Maillart, retoma una solución similar a la empleada en Tavanasa.

## Primer puente
En el primer puente, construido en 1904 y posteriormente destruido por un alud en 1927, el perfil del arco era menos peraltado, y se utilizó una viga cajón de canto variable realizada con hormigón:  

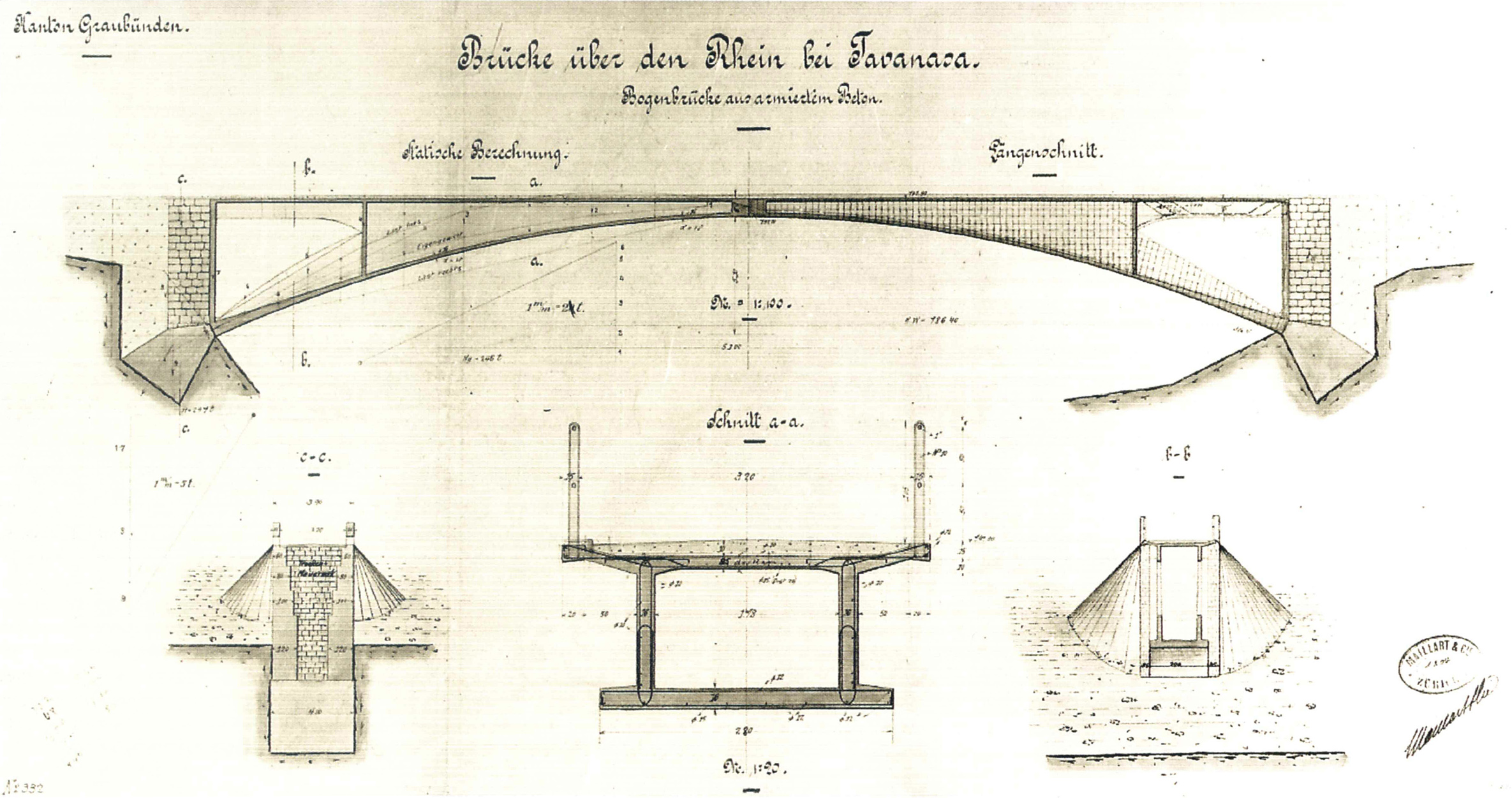
Plano del primer puente de Tavanasa